# Ocean City (New Jersey)
Ocean City is een plaats (city) in de Amerikaanse staat New Jersey, en valt bestuurlijk gezien onder Cape May County.

## Demografie
Bij de volkstelling in 2000 werd het aantal inwoners vastgesteld op 15.378.
In 2006 is het aantal inwoners door het United States Census Bureau geschat op 15.124, een daling van 254 (-1.7%). In 2020 werden er 11.229 inwoners geteld.

## Geografie
Volgens het United States Census Bureau beslaat de plaats een oppervlakte van
28,7 km², waarvan 17,9 km² land en 10,8 km² water.

## Plaatsen in de nabije omgeving
De onderstaande figuur toont nabijgelegen plaatsen in een straal van 12 km rond Ocean City.

## Geboren in Ocean City
- Preston Foster (1900-1970), acteur
- Walter Trout (1951), bluesgitarist